# Ruade

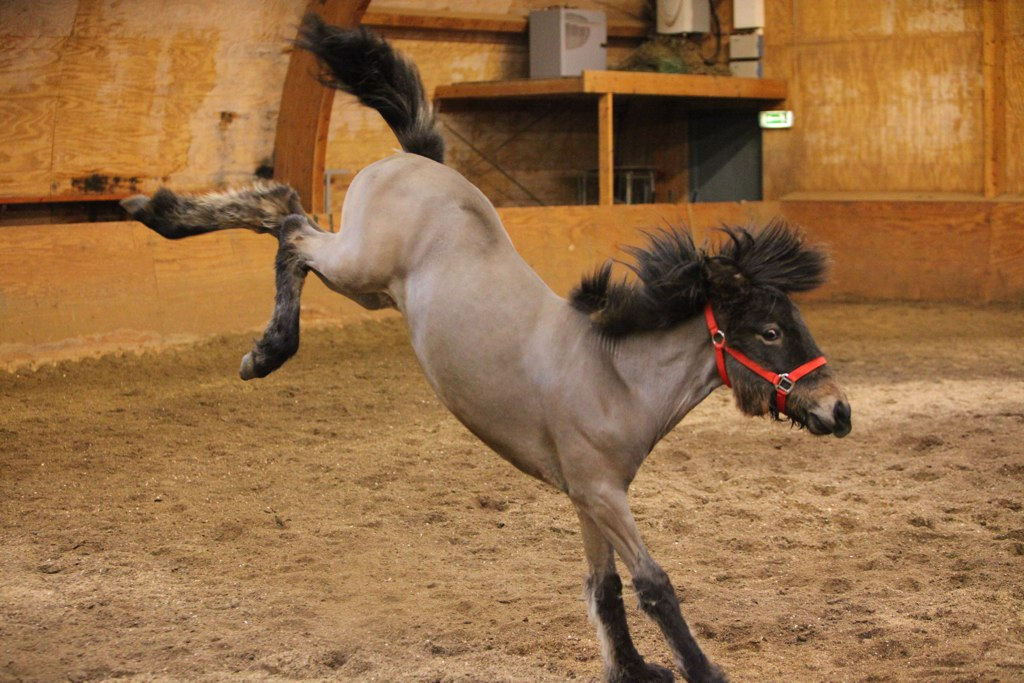
Ruade d'un poulain.

Une ruade est un coup de sabot donné par un animal d'élevage tel le cheval ou le bœuf, à l'aide d'un membre postérieur ou des deux. Elle peut avoir différentes raisons telles qu'une manifestation de joie, une réaction de défense ou une réaction de peur. Une ruade présente un danger pour la personne qui la subit, et ce d'autant que l'animal qui l'inflige est grand et lourd. Ainsi, une ruade donnée par un cheval adulte est potentiellement mortelle. Il est dès lors extrêmement important d'éduquer l'animal de manière qu'il ne représente pas un danger pour l'être humain. Des systèmes d'entrave existent pour prévenir les ruades, par exemple dans le cadre de la reproduction du cheval pour éviter que la jument ne blesse l'étalon.

## Définition

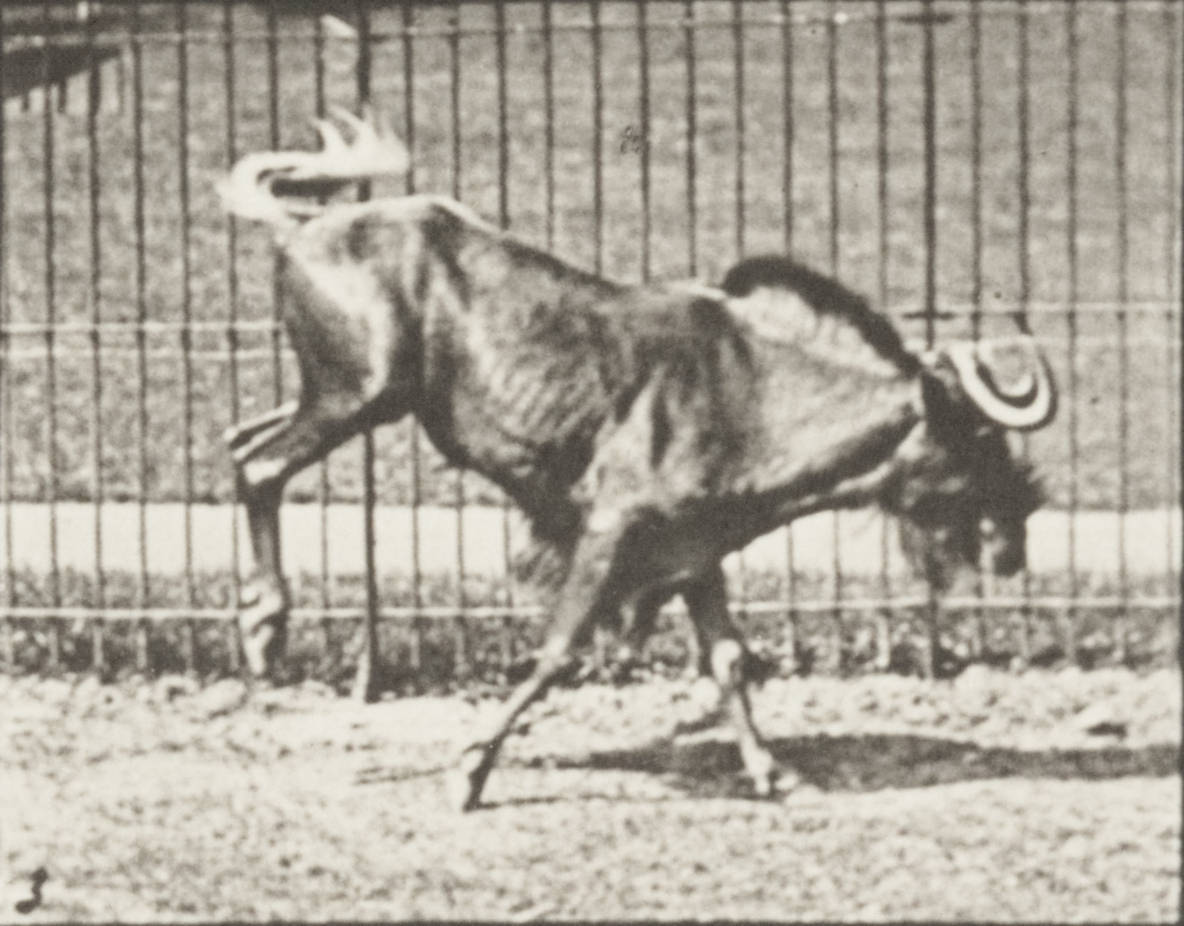
Ruade d'un gnou, par Eadweard Muybridge.

Le CNRTL définit la ruade comme le « mouvement par lequel les quadrupèdes, et plus spécialement les équidés, projettent vivement en arrière et avec force leurs membres postérieurs en prenant appui sur les antérieurs et en baissant l'encolure ». Ce mot est attesté en langue française dès le XVIe siècle, dans les chroniques de Jean d'Auton.

## Raisons

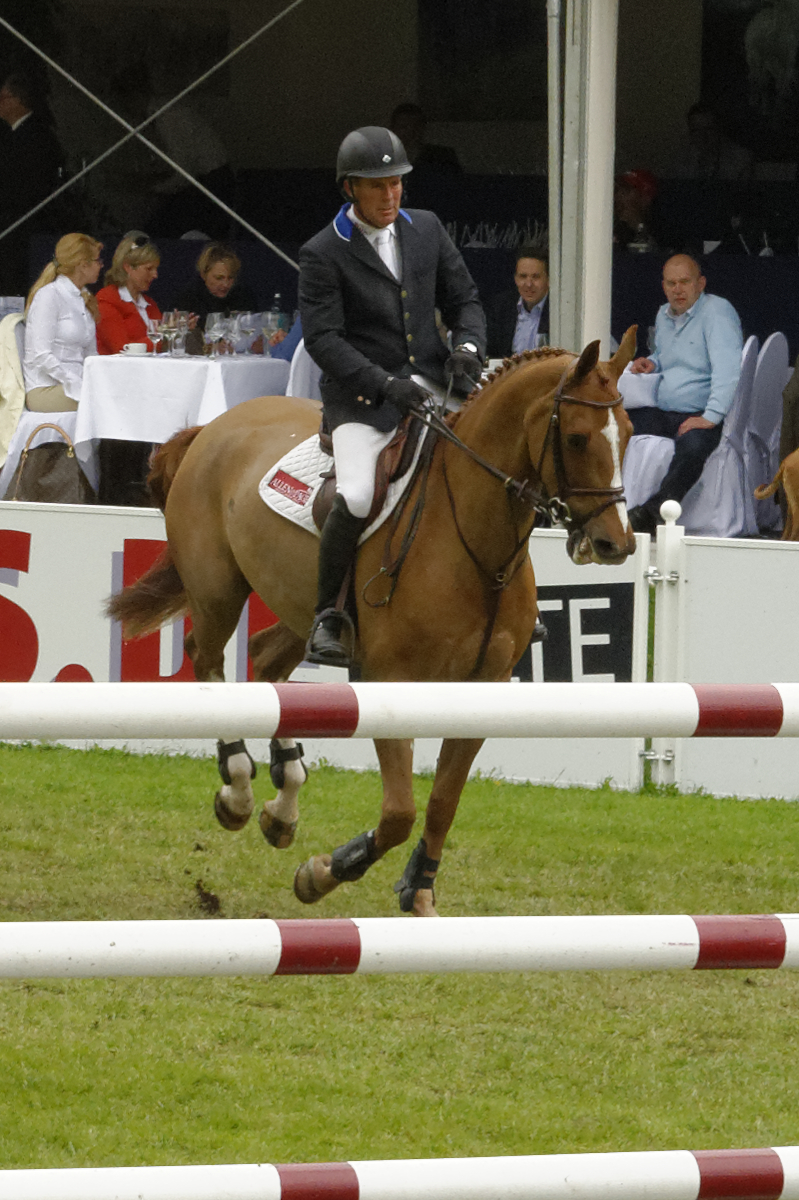
Ruade d'un cheval de saut d'obstacles désobéissant (noter sa tentative d'échapper à la main).

Plusieurs raisons peuvent pousser un animal à ruer, qu'elles soient liées à la gaieté, à la défense contre la douleur, ou à la surprise. La ruade de gaieté peut arriver par exemple lorsqu'un cheval manifeste sa joie d'être lâché au pré. Une ruade peut être décochée en réaction à la douleur si le cheval est gêné par le poids du cavalier sur ses reins ou ses jarrets, par les éperons, ou s'il est chatouilleux. Lorsque le propriétaire ou le palefrenier, retirant la litière souillée à l'aide d'une fourche, le pique accidentellement au sabot, un cheval peut aussi décocher une ruade.
Il arrive qu'un cheval rue parce qu'il prend peur à cause d'un bruit soudain et fort, tel que celui d'une voiture, d'un camion, d'un train ou d'un avion. En réponse à certains accidents tragiques qui ont eu lieu aux États-Unis, la cour américaine a statué que « les besoins d'une société moderne et industrielle entrent souvent en conflit avec mais doivent généralement prévaloir sur la sensibilité délicate des chevaux ».
Parfois, la ruade peut être recherchée dans le cadre d'utilisations du cheval. C'est le cas en rodéo, où l'habileté du cavalier à rester en selle est évaluée. Le cheval est alors harnaché de manière à stimuler ses ruades de défense. Dans un tout autre domaine, certains airs relevés en équitation classique y font appel, tels que la croupade.

## Précautions
Afin de se prémunir contre la ruade de défense par un animal, il est possible soit de se tenir hors de portée, soit d'appliquer un dispositif de contention, lorsque l'on pratique une intervention sur lui potentiellement stressante ou douloureuse, telle que l'application d'un soin, lors d'un diagnostic vétérinaire, ou lors d'une opération d'élevage comme la castration.
Un cheval doit être éduqué afin de ne pas décocher de ruades lorsqu'elles ne sont pas demandées. En effet, le cheval est doué de facultés d'apprentissage telles que s'il apprend que l'être humain a peur de ses ruades (ou que celles-ci lui permettent d'échapper au travail ou à des contraintes), il y fera appel par désobéissance et deviendra dangereux. Il est donc important de poser des règles dès le départ. La ruade de désobéissance peut être anticipée par le fait que le cheval s'arrête avant de la décocher. Il faut alors le remettre en avant pour anticiper sa désobéissance.
La ruade de gaieté est à l'origine de certains graves accidents, lorsque le cheval n'est pas (ou mal) éduqué. Il peut décocher une ruade de gaieté lorsqu'il part au galop après que son licol lui ait été enlevé au pré, d'où l'importance d'apprendre au cheval à rester calme pendant cette opération. En 2005, l'entraîneur national français d'endurance équestre et vétérinaire Pierre Cazes est décédé d'une ruade en tentant de faire monter un cheval de l'équipe de France dans un van.

## Culture
À Dinant en Belgique, la ruade du cheval légendaire Bayard aurait fissuré un rocher, nommé depuis le Rocher Bayard. Il est situé au sortir de la cité mosane vers Anseremme. « Ruades » est aussi le nom de la rubrique courte écrite par Jean-Louis Gouraud dans le périodique Cheval Magazine entre novembre 2008 et 2016, et qui a donné lieu à un livre du même titre, aux éditions Favre.
On retrouve la ruade à travers l'expression « Ruer dans les brancards ».